# Fusil Mississippi M1841
Le fusil Mississippi M1841 est un fusil à percussion à chargement par la bouche, utilisé lors des guerres américano-mexicaine et de Sécession. 

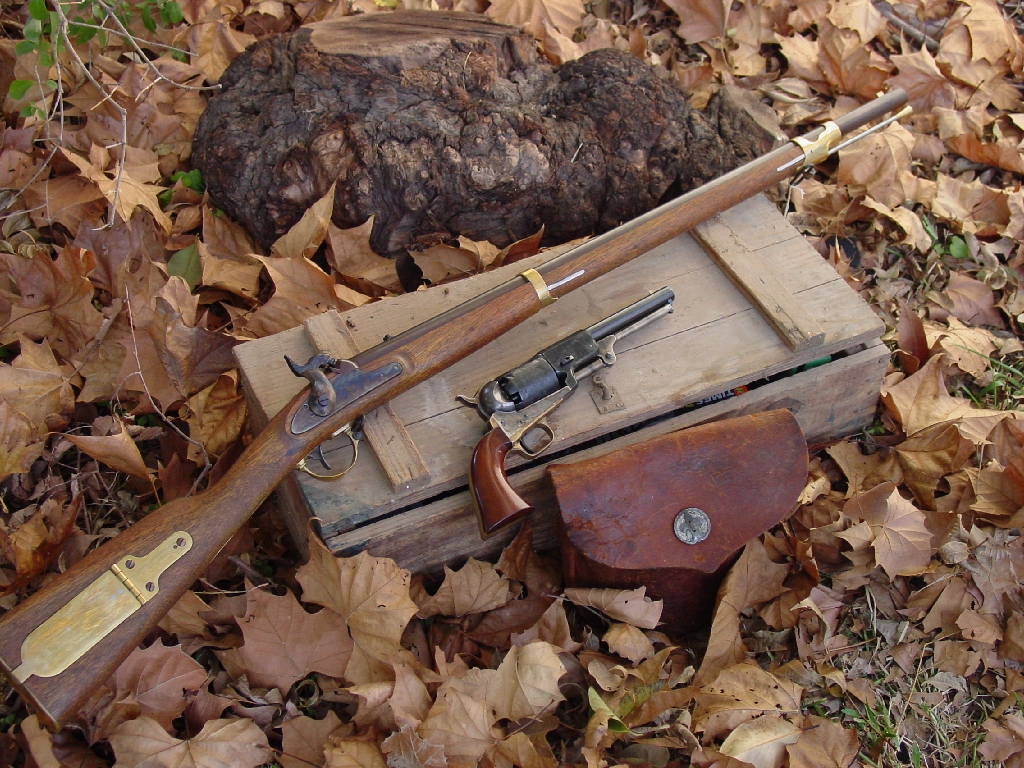
Une réplique du fusil Mississippi de 1841 sur une réplique du pistolet à holster rotatif "Colt Third Variation .44" de 1899

## Histoire
Lorsque Eli Whitney Blake prit la direction de la Harpers Ferry Armory (armurerie de Harpers Ferry) en 1842, il travailla dans le cadre de son nouveau contrat avec le gouvernement américain à la fabrication du fusil à percussion modèle 1841.  Les machines et les installations nécessaires à la fabrication du mousquet à silex prévues pour le contrat de 1822 ont dû être réaménagées ou remplacées afin de produire le percuteur et le canon du nouveau modèle. Whitney, Jr. a eu l’intelligence d’engager Thomas Warner comme contremaître, qui, en tant que maître armurier à la Springfield Armory (armurerie de Springfield), venait d’y apporter le même genre de changements majeurs.  Thomas Warner avait dirigé la campagne visant à doter la Springfield Armory d'un ensemble de nouvelles machines plus précises et d'un système de jaugeage permettant d'atteindre, à la fin des années 1840, l'objectif d'interchangeabilité des pièces d'armes légères militaires attendu de longue date. John H. Hall avait été le premier à atteindre cet objectif avec l'US Rifle Model 1819, qui permettait auparavant l’interchangeabilité des pièces à Harpers Ferry au milieu des années 1820. Sous la tutelle de Warner, Eli Whitney Jr. a aménagé la Whitney Armory (armurerie de Whitney) pour faire de même. 
Le surnom de « Mississippi » trouve son origine lors de la guerre américano-mexicaine lorsque le futur président confédéré Jefferson Davis a été nommé colonel des Mississippi Rifles, un régiment de volontaires de l'État du Mississippi.  Le colonel Davis a cherché à équiper son régiment de fusils modèle 1841.  À cette époque, les mousquets à canon lisse constituaient toujours l'arme principale de l'infanterie et toute unité équipée de fusils était considérée comme spéciale et désignée comme telle. Davis s'est heurté à son commandant, le général Winfield Scott , qui a déclaré que les armes étaient insuffisamment testées et a refusé la demande.  Davis a porté l'affaire devant le président James Knox Polk qui a convenu avec Davis que ses hommes seraient armés avec des fusils.  L'incident a été le début d'une inimitié entre Davis et Scott. 
Le modèle 1841 a été remplacé par le modèle fusil américain modèle 1855 à balle Minié, qui est devenu l'arme standard de l'infanterie de l'armée régulière, et finalement le Springfield modèle 1861 et modèle 1863. 
Au moment de la guerre de Sécession, le fusil Mississippi était généralement considéré comme démodé mais efficace.  En 1861, au moment de la course à l'équipement des troupes, beaucoup de nouveaux soldats se sont considérés chanceux de posséder une arme rayée, alors que nombre de leurs camarades avaient des mousquets à âme lisse.  Certaines troupes de l'Union l'utilisèrent jusqu'en 1863 au moins (le 45th New York Infantry en était toujours équipé jusqu'au lendemain de Gettysburg ), mais les unités de cavalerie et de tireurs d'élite confédérés utilisèrent jusqu'à la fin de la guerre, comme en témoignent les réquisitions de l'ordonnance confédérée survivantes. 
Le fusil Mississippi a parfois été qualifié de fusil « yagger » en raison de sa taille réduite et de sa similitude avec les fusils allemands Jäger . 

## Design et caractéristiques
Le fusil Mississippi a été le premier fusil standard américain à utiliser un système à percussion.  Les systèmes à percussion étaient beaucoup plus fiables et résistants aux intempéries que les systèmes à silex qu'ils ont remplacés, et représentaient une telle amélioration que de nombreux fusils et mousquets à silex plus anciens ont été convertis plus tard en systèmes à percussion. 
Le fusil Mississippi a été produit avec un calibre 0,54, avec un rainurage de 1:66 et aucune provision pour la fixation d'une baïonnette. 
En 1855, le fusil Mississippi a été modifié en calibre 0,58, afin de pouvoir utiliser la balle Minié de calibre 0,58, qui est récemment devenue standard.  Beaucoup de vieux fusils Mississippi ont été réusinés au calibre 0,58.  Le fusil a également été modifié pour accepter une baïonnette de type épée. 
Les premiers fusils Mississippi avaient une mire en V.  Elle a ensuite été remplacée par des hausses à crans avec des portées de 100, 300 et 500 yards. Une hausse à rampe avec des portées de 100 à 1100 yards par pas de 100 yards a été installée sur certains fusils ultérieurs. 

## Voir également
- 155ème régiment d'infanterie « Mississippi Rifles »
- Fusil Springfield Model 1861